# ICD Business School
 (janvier 2020).
Pour les articles homonymes, voir ICD.
L'ICD Business School, officiellement l'Institut international du commerce et du développement, est une école de commerce associative privée française appartenant au groupe Igensia Education, implantée à Paris et Toulouse.
Créée en 1980, l’ICD propose un cursus en cinq ans permettant d'obtenir un diplôme visé par l’État et conférant le grade de master,, un programme Bachelor en Business Development ou en Event Management délivrant un diplôme visé par l'État, et des programmes MBA et MSc.

## Histoire
L'école est classée parmi les 14 premières écoles post-bac de commerce françaises. En 2016, l'ICD Business School a rejoint la Conférence des grandes écoles.
Depuis 2020, l’ICD dispose de son propre concours de sélection d’étudiants.

## Programmes

### Cyclebachelor, grade de licence
Les 3 premières années du cycle bachelor sont généralistes. Elle propose sur le campus de Paris deux bachelors en 3 ans, le cycle bachelor délivrant le diplômé visé grade de licence par le ministère de l'Enseignement supérieur, de « responsable du développement commercial et marketing » de l'ICD (RNCP n°39556) avec deux parcours en Business Development et en Event Management, et le Bachelor Digital et Stratégie d’entreprises en partenariat avec l’école d’ingénieur EPF.

### Programme Grande École
Le cycle master (4e et 5e année) est spécialisant et professionnalisant. Il est délivré le diplôme visé grade de master par le ministère de l'Enseignement supérieur « Programme Grande Ecole » de l'ICD (RNCP n° 37714), et accrédité EFMD. Les formations de l'ICD sont aussi accessibles en alternance.
En 1re année, les étudiants effectuent un semestre d'études dans une destination européenne. En 2e  année, les étudiants peuvent de nouveau partir dans l’une des 80 universités partenaires de l’ICD ou choisir le SMI pour un semestre en Europe, États-Unis et Asie. En troisième année, les étudiants peuvent opter pour un double diplôme et partir un an en université partenaire ou choisir d’effectuer un second semestre en stage en France ou à l’international.
L'admission en 5e  année permet d’obtenir le Grade de Master si un bac +4 a été obtenu dans un autre établissement préparant au grade master. Dans le cas contraire, une admission 5e année permet d'obtenir le titre certifié Manager Relation-Client et Marketing inscrit au RNCP au niveau 7, code NSF 310, par arrêté du 17/12/2018, publié au J.O du 21/12/2018